# Füenf

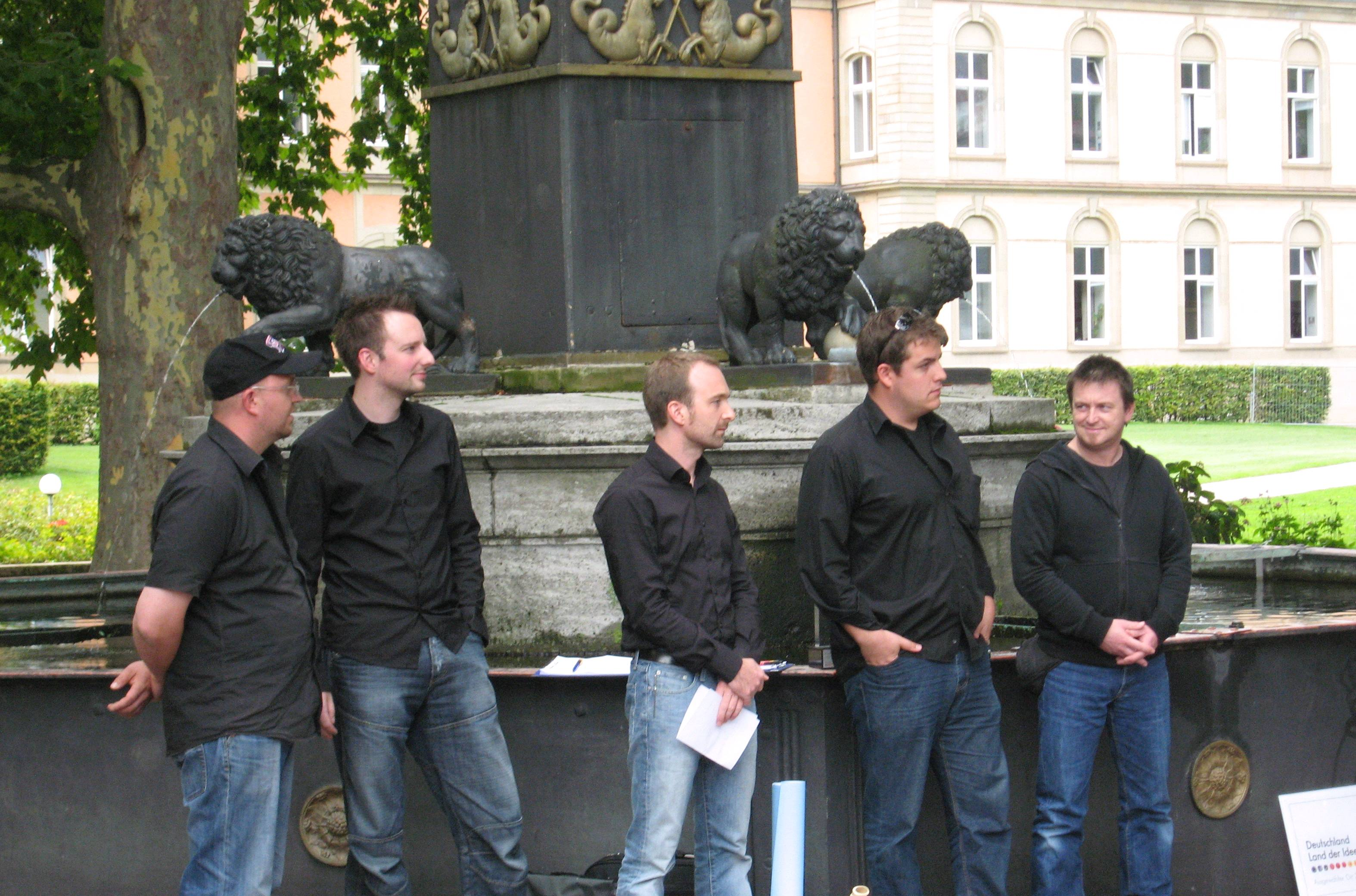
Füenf 2006 bei der Preisverleihung Land der Ideen

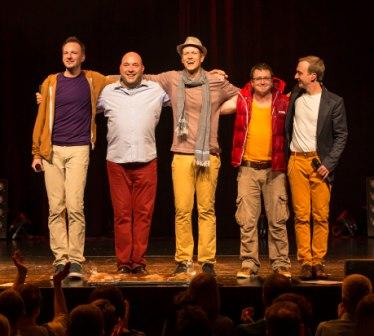
Füenf bei der Premiere von "Bock drauf!" 2013

Füenf war ein A-cappella-Quintett aus Stuttgart. Der Bandname bezieht sich auf die Anzahl der Sänger.

## Geschichte
Am 3. September 1995 wurde die Band von Christian Langer, Jens Heckermann, Patrick Bopp, Ralph Digel und Hartmut Roller in Stuttgart gegründet. Am 4. Dezember 1995 hatten sie bei einem A-cappella-Festival in Pforzheim ihren ersten Auftritt. Ab 1996 tourten sie durch ganz Deutschland. 1999 begannen sie mit ihrer ersten Show Die schon wieder?! aufzutreten.
2003 publizierten sie ihre Single Mir im Süden in der Stuttgarter Straßenbahnlinie 15. Als sie kein Repertoire mehr hatten, begannen sie Haltestellennamen mit bekannten Melodien zu besingen. Dies kam so gut an, dass die Stuttgarter Straßenbahnen AG mit den Füenf zusammen das Projekt Singin’ in the Train startete. So liefen im Herbst 2004 21 gesungene Haltestellenansagen vom Band, zusammen mit der normalen Ansage.
Am 16. August 2006 veröffentlichte Füenf ihr Album Haltestellenlieder mit einer Fahrt in einem Oldtimer-Bus quer durch Stuttgart. Zuvor hatten sie den Preis für Land der Ideen überreicht bekommen.
Überregional bekannt wurde das auf die Melodie Hey, Pippi Langstrumpf gesungene Lied von „Wulle Sparstrumpf“, mit dem der zurückgetretene Bundespräsident Christian Wulff verspottet wurde.
Am 27. September 2015 feierte Füenf ihr 20-jähriges Bandjubiläum mit einer Gala im Beethovensaal der Liederhalle Stuttgart. Als Gast trat Patrick Lindner auf und sang gemeinsam mit der Band die Lindner-Persiflage Bring mir die Sonne.
Im Oktober 2015 erreichte die Schwabenhymne Mir im Süden Platz 11 bei der SWR 1 Baden-Württemberg Hitparade. Füenf feierte dies als Überraschungsgäste bei der Finalparty in der Schleyerhalle Stuttgart. Auch in den Folgejahren konnte sich der Titel in der Hitparade immer in den Top 30 platzieren (Stand 2024).
Im Sommer 2016 waren sie als Support mit der Gruppe Pur auf Open-Air-Tournee. 
Im Februar 2022 trat die Band nach über 26 Jahren ihre Abschiedstour Endlich! an. Die beiden letzten Konzerte dieser Tour fanden als Abschlusswochenende am 27. und 28. September 2024 im Theaterhaus Stuttgart statt. 

## Diskografie
- Füenf live (1998), Album
- Die schon wieder?! (1999), Album
- Was müssen das für Bäume sein…? (2000), Album mit Kinderkanons
- Mir im Süden – live (2003), Single
- Feingefühl (2003), Album
- Ein Fest für König Gugubo (2003), Musical für Kinder
- Seid lieb zu Mutter Erde (2005), Single
- Südfrüchte (2005), Album
- Haltestellenlieder (2006)
- 4 Kostbarkeiten (2008), Mini-CD
- DVD "Füenf live" (2009), DVD mit Aufnahmen unter anderem vom 1001. Konzert
- Phase 6 (2010), Album
- B wie Baden (2012), Single
- Mundwerke 2002–2008 (2012), Download-Album
- Füenf singen Kriwanek (2013), Album
- Bock drauf! (2014), Album
- 5 Engel für Charlie (2016), Album
- 005 – Im Dienste Ihrer Mayonnaise (2019), Album
- Endlich! Highlights aus 25 Jahren (2021), Doppelalbum

## Auszeichnungen
- 2001: Kleinkunstpreis des Landes Baden-Württemberg
- 2001: LEOPOLD und Preis der deutschen Schallplattenkritik II/2001 für Was müssen das für Bäume sein…?
- 2003: „Empfohlen vom Verband deutscher Musikschulen“ für Ein Fest für König Gugubo
- 2005: „Im Visier der Region“ für Singing in the Train
- 2006: „Ort im Land der Ideen 2006“ für Singing in the Train[2]